# Eumastusia koebelei
Eumastusia koebelei är en insektsart som först beskrevs av Rehn, J.A.G. 1909.  Eumastusia koebelei ingår i släktet Eumastusia och familjen gräshoppor.

## Underarter
Arten delas in i följande underarter:
- E. k. koebelei
- E. k. chapadensis